# NGC 2936
NGC 2936 (również PGC 27422 lub UGC 5130) – galaktyka znajdująca się w gwiazdozbiorze Hydry, będąca pierwotnie galaktyką spiralną, ale zdeformowana na skutek oddziaływania z NGC 2937. Odkrył ją Albert Marth 3 marca 1864 roku. Galaktyki NGC 2936 i NGC 2937 zostały skatalogowane jako Arp 142 w Atlasie Osobliwych Galaktyk Haltona Arpa.